# 博尔和巴尔
博尔和巴尔（法語：Bor-et-Bar，法語發音：[bɔʁ e baʁ]）是法国阿韦龙省的一个市镇，属于鲁埃格自由城区。

## 地理
博尔和巴尔（44°11'18"N, 2°4'32"E）面积12.92 平方千米，位于法国奧克西塔尼大區阿韦龙省，该省份为法国南部内陆省份，位于法國中央高原南部，北起顺时针与康塔爾省、洛泽尔省、加尔省、埃罗省、塔恩省、塔恩-加龙省和洛特省接壤。
与博尔和巴尔接壤的市镇（或旧市镇、城区）包括：拉富亚德、莱斯屈尔雅乌勒、吕纳克、圣安德烈德纳雅克、茹克维耶勒、蒙蒂拉。

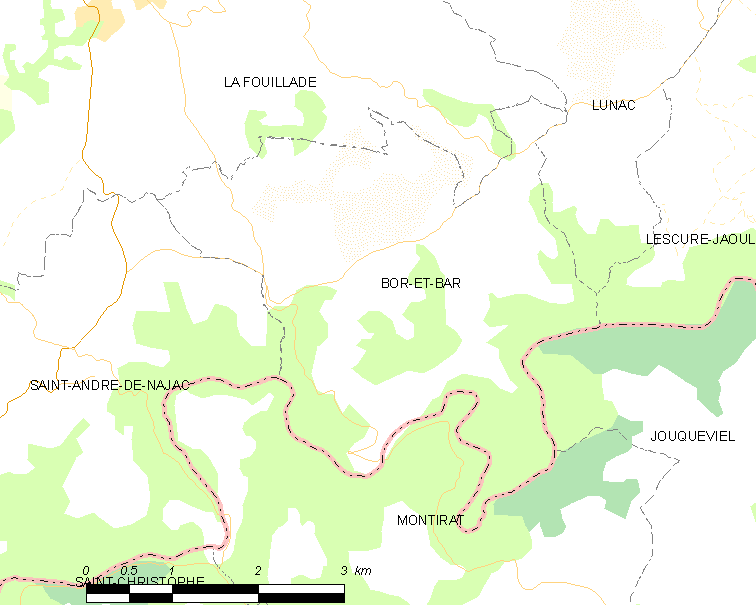
博尔和巴尔的OSM定位图

博尔和巴尔的时区为UTC+01:00、UTC+02:00（夏令时）。

## 行政
博尔和巴尔的邮政编码为12270，INSEE市镇编码为12029。

## 政治
博尔和巴尔所属的省级选区为阿韦龙-塔恩县。

## 人口

1962-2008年间博尔和巴尔人口变化图示

博尔和巴尔于2022年1月1日时的人口数量为198人。